# Claire Garand
Pour les articles homonymes, voir Garand.
Claire Garand est une écrivaine française, autrice de nouvelles et de romans réalistes ou de genres, qui explore les tréfonds du vivant en situation de crise.

## Biographie
Après des études de littérature et d’humanités classiques, elle est devenue professeur de lettres en lycée, puis conservatrice des bibliothèques, attachée culturelle et organisatrice d’événements littéraires. Elle a notamment créé le festival littéraire Tandem à Nevers, avec l’écrivain Arnaud Cathrine.
Elle a été membre du CERLI (centre d’études et de recherches sur les littératures de l’imaginaire).
Elle se consacre aujourd’hui à l’écriture sous son propre nom ou sous d’autres, et exerce la profession de prête-plume.
Après avoir animé les émissions de radio "Les voix du livre" et le podcast "Pile à lire" pour le réseau de librairies indépendantes Initiales, elle anime aujourd'hui l’émission de radio Comment j'ai écrit certains de mes livres. qui interroge les auteurs sur leurs techniques d’écriture.

## Oeuvre
Claire Garand écrit des romans et des nouvelles dans le genre réaliste ou dans les domaines de l’imaginaire.
Elle publie d’abord des nouvelles avec une prédilection pour l’absurde (Histoires sans gravité), les animaux (Trois petits babiroussas), les relations humains-animaux (Des bananes pour Nadia), et les relations familiales (Je suis la fille d’un grand chef indien, La nuit où les chiens parlent...) aussi bien dans ses textes réalistes que d’imaginaire. Ses premiers textes, dans une veine fantastique, s’intéressent aussi à la labilité du réel et à ce qu’il dissimule (Le dernier souvenir du capitaine Teixeira.
En 2022 et 2023 elle propose pour la Radio chrétienne francophone une série de cinq lectures de nouvelles choisies. Chacune est suivie d’un entretien sur la genèse du récit.
Les thématiques relatives aux liens familiaux et à leurs implications individuelles et sociales sont particulièrement marquées dans ses romans. Les maîtres de la lumière, son roman fantastique Young adult, évoque le deuil d’une mère qui a perdu son fils de neuf ans et qui combat les créatures qui l’ont tué. Dans Paideia, roman de science-fiction féministe, une petite fille de sept ans découvre la véritable nature de ses parents et du rôle que ce qui reste de la société veut lui faire jouer.
Toujours sur le thème des relations familiales, la série numérique, Extinction party, met en scène une mère tentant de protéger son nouveau-né et son mari blessé dans un monde envahi par des cafards mangeurs d’hommes.

## Animations et interventions
Depuis 2020, elle anime régulièrement des ateliers pour adolescents et adultes sur les techniques d’écriture, des thématiques liées au corps ou à partir d’oeuvres d’art (en galerie ou musée)
Les techniques d’écriture constituent aussi le thème de l’émission de radio qu’elle anime sur Radio chrétienne francophone « Comment j’ai écrit certains de mes livres » où elle interroge des auteurs sur leurs choix, leurs techniques et leurs influences.
Régulièrement invitée à des festivals de littératures, elle participe à des conférences et des tables rondes,,.

## Publications
- 2019 : Les Maîtres de la lumière (éditions Rroyzz)
  - prix de la Cour de l’Imaginaire 2019
- 2021 : Extinction Party (Doors).
- 2023 : Paideia (La Volte)
  - Prix Julia-Verlanger 2023[9]
  - Prix Rosny aîné 2024[10]
  - nommé au Prix européen Utopiales des pays de la Loire 2023

### Nouvelles
- « Le Tremblement de terre de Lisbonne, », recueil collectif : Sociétés secrètes, Édition de l’Oxymore,‎ 2003.
- « Le dernier souvenir du capitaine Teixeira », recueil collectif : La mer, Édition de l’Oxymore,‎ 2004[11].
- « Le cinquième empire », recueil collectif : Sociétés secrètes, Édition de l’Oxymore,‎ 2004.
- « "L’auditoire" », recueil collectif : Brèves n°104, Édition l’Atelier du gué,‎ 2014.
- Claire Garand (sous le nom de Gérard Lacina)., « "La Vénus aux ocelles" », recueil collectif : Nouvelles héroïques, Édition Ragami,‎ 2016.
- « "Des bananes pour Nadia" », revue rue saint-Ambroise n°45, Édition rue saint-Ambroise,‎ 2019.
- « "La plus grosse carpe" », Sommaire N°2 – Créatures, Les cent papiers du faune,‎ 2020.
- « Une échappée vers le ciel », revue  O.U.A.T. n° 1, RROYZZ,‎ 2022.
- « Chouquette », Anthologie Nature et Biodiversité du futur et d'ailleurs, Éditions Arkuiris,‎ 2022.
- « Trois petits babiroussas », revue  Phusis, revue Phusis,‎ 2023[12].
- « Percée », revue  Phusis, revue Phusis,‎ 2023.
- « Leurs souvenirs te regardent », revue  Phusis, revue Phusis,‎ 2023.
- « La galet apprivoisé », revue  Phusis, revue Phusis,‎ 2025.

### Novellas
- Claire Garand, Meurtre au vert, Prem’edit, 2019[13].

### Feuilleton numérique
- Claire Garand, Extinction party, Vivlio, 2021.

### Théâtre
Écriture collective de "Les dames de Meauce", pièce historique et féministe, sur le château de Meauce (Nièvre) à partir de documents historiques (2021).

### Poésie
- 2025 : Joie (éditions La tête à l'envers)

### Nouvelles pour la radio
- Des bananes pour Nadia, émission présentée par Claire Garand, diffusion en octobre 2022 sur Radio chrétienne francophone.
- La nuit où les chiens parlent, émission présentée par Claire Garand, diffusion en décembre 2022 sur Radio chrétienne francophone.
- L’auditoire, émission présentée par Claire Garand, diffusion en février 2023 sur Radio chrétienne francophone.
- Je suis la fille d'un grand chef indien, émission présentée par Claire Garand, diffusion en avril 2023 sur Radio chrétienne francophone.
- Sauter par dessus les ravines, entendre le bruit du vent, émission présentée par Claire Garand, diffusion en juin 2023 sur Radio chrétienne francophone.

## Prix et distinctions
- Prix Julia Verlanger 2023 pour Paideia[14]
- Prix la cour de l’imaginaire 2019, pour Les maîtres de la lumière[15]
- Selection du prix Utopiales 2023 [16]